# Cinema d'Alemanya

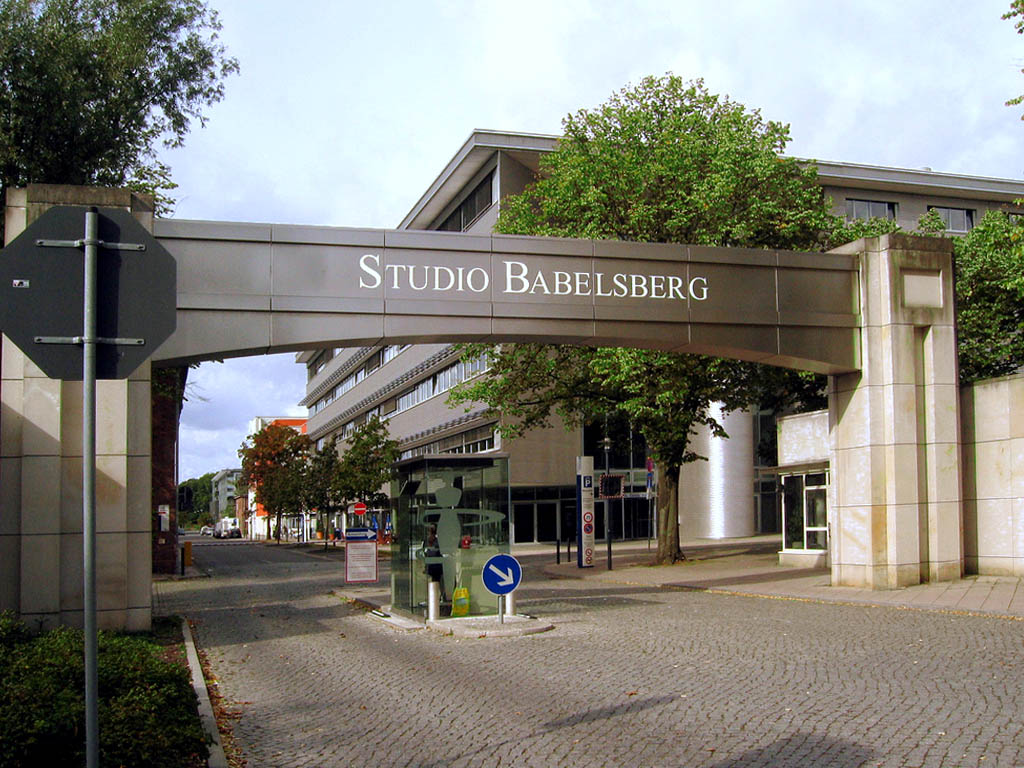
L'Studio Babelsberg, prop de Berlín i fundat el 1912, va ser el primer estudi de cinema a gran escala del món i el precursor de Hollywood. Encara produeix superproduccions mundials cada any.

El cinema alemany fa referència a la indústria cinematogràfica establerta a Alemanya i es pot identificar des de finals del segle xix. El cinema alemany va fer importants aportacions tècniques i artístiques en el període comprès entre 1918 i 1933.
A diferència d'altres cinemes nacionals, que es van desenvolupar en un context de relativa continuïtat i sistemes polítics estables, Alemanya va veure grans canvis en la seva identitat durant el segle xx. Aquests canvis van determinar el cinema alemany i el van dividir en diferents èpoques i moviments.

## Imperi alemany (1895-1918)

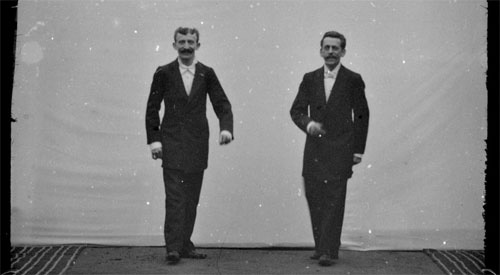
Els germans Emil i Max Skladanowsky el 1895.

La història del cinema a Alemanya comença l'1 de novembre de 1895, quan Max Skladanowsky i el seu germà Emil van demostrar el projector del seu invent, el Bioskop, al teatre Wintergarten de Berlín. Una sèrie de curtmetratges de quinze minuts va ser la primera projecció de pagament a Europa. La primera projecció dels germans Lumière va ser el 28 de desembre d'aquell any, una exposició a la qual va assistir Max Skladanowsky i on va descobrir que el cinematògraf era tècnicament superior al bioscopi.
Els curtmetratges trivials es van convertir en un atractiu a les fires i es van mostrar en estands anomenats Kientopps. Les primeres pel·lícules "artístiques" alemanyes van començar a produir-se el 1910, com Der Student von Prag (1913) codirigida per Paul Wegener i Stellan Rye i protagonitzada per actors de la companyia de Max Reinhardt.
Els cinemes es van començar a establir en els anys immediatament anteriors a la Primera Guerra Mundial; abans, els cineastes anaven de gira mostrant el seu treball a fires. Pel·lícules mudes estrangeres, especialment pel·lícules daneses i italianes, també es van començar a importar a aquests cinemes.
El desig del públic de veure determinats actors va provocar el desenvolupament del cinema. L'actriu Henny Porten va ser una de les primeres estrelles alemanyes.
L'inici de la Primera Guerra Mundial i el consegüent boicot al cinema francès, entre d'altres, van fer un gran salt al mercat. L'any 1917 el procés de concentració i nacionalització parcial de la indústria va portar a la fundació d'Universum Film AG (UFA). La indústria alemanya es va convertir en la més gran d'Europa.

## República de Weimar (1918–1933)

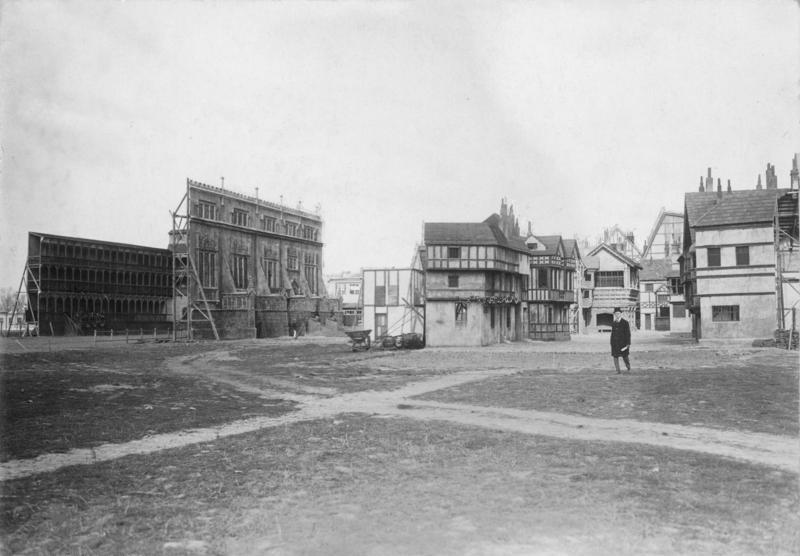
Estudis UFA a Berlin-Tempelhof el 1920.

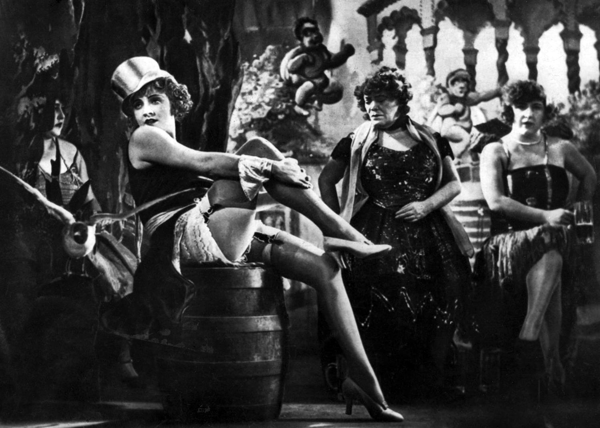
Marlene Dietrich en una escena de la pel·lícula Der blaue Engel

L'any 1918, tres inventors van crear el sistema de so Tri-Ergon i entre 1922 i 1926 van intentar introduir-lo en el procés de producció. La UFA va mostrar-hi cert interès, però, possiblement a causa de dificultats financeres, mai va fer una pel·lícula sonora. Després de la Primera Guerra Mundial la indústria cinematogràfica va tenir un fort impuls. Els pressupostos eren baixos i la necessitat d'estalvi va contribuir a l'auge de l'expressionisme alemany. Les pel·lícules expressionistes estaven plenes de símbols i imatges artístiques i se centraven especialment en temes de crim i terror. La primera pel·lícula popular definida com a expressionista és El gabinet del Dr. Caligari (1920), de Robert Wiene i altres exemples notables són Nosferatu (1922), de Friedrich Wilhelm Murnau o Der Golem, wie er in die Welt kam (1920), de Carl Boese i Paul Wegener. El moviment es va esvair a mitjans de la dècada del 1920, però va continuar influenciant el cinema mundial durant anys.
L'any 1921, es va privatitzar la UFA. A més d'això, hi havia unes 230 companyies cinematogràfiques a Berlín. Tanmateix, el finançament de la indústria era un negoci fràgil a causa de la inestable economia de la República de Weimar i això, juntament amb la tendència a l'excés de les empreses (com en la producció de Fritz Lang Metropolis, de 1927) va provocar la fallida de moltes d'aquestes empreses. La mateixa UFA es va haver d'aliar desfavorablement amb Paramount i Metro-Goldwyn-Mayer el 1925. Encara va poder produir pel·lícules com Madame Du Barry d'Ernst Lubitsch, Els Nibelungs de Fritz Lang i Der letzte Mann de Murnau. El desenvolupament dels estudis Babelsberg, establerts el 1912 i posteriorment adquirits per UFA, va dotar a la indústria cinematogràfica alemanya d'una gran infraestructura. Babelsberg va ser el centre del cinema alemany durant diversos anys, "l'equivalent alemany de Hollywood".
En aquest període també neix la crítica cinematogràfica.
Després de la influència de l'expressionisme, van començar a aparèixer una gran varietat d'altres gèneres i estils: pel·lícules influenciades per la Nova Objectivitat amb temàtiques socials i polítiques i un retorn al realisme, com Die Büchse der Pandora (1929) de Georg Wilhelm Pabst. Aquests cineastes es van atrevir a enfrontar-se a qüestions socials sensibles i controvertides que implicaven el públic en aquells dies, com l'antisemitisme, la prostitució i l'homosexualitat. En gran manera, el cinema de Weimar jugava un paper vibrant i important en liderar el debat públic sobre aquests temes. També van estar actius animadors i directors de pel·lícules experimentals com Lotte Reiniger, Oskar Fischinger i Walter Ruttmann. El documental de Ruttman Berlin: Die Sinfonie der Großstadt (1927) personifica l'energia del Berlín de la dècada del 1920.
Les altres dues branques principals eren espectacles històrics amb estrenes internacionals, com algunes de les obres de Lubitsch, i els Kammerspiel o "drames de cambra", associats al guionista Carl Meyer i al director Murnau.
L'arribada del cinema sonor va produir una nova florida artística. Der blaue Engel (1930), del director austríac Josef von Sternberg, va ser la primera pel·lícula de parla alemanya. Es va rodar simultàniament en alemany i en anglès i va convertir Marlene Dietrich en una estrella mundial. Pabst va adaptar Bertolt Brecht a Die Dreigroschenoper i Lang va dirigir M, un assassí entre nosaltres, tots dos el 1931.

## Alemanya nazi (1933-1945)

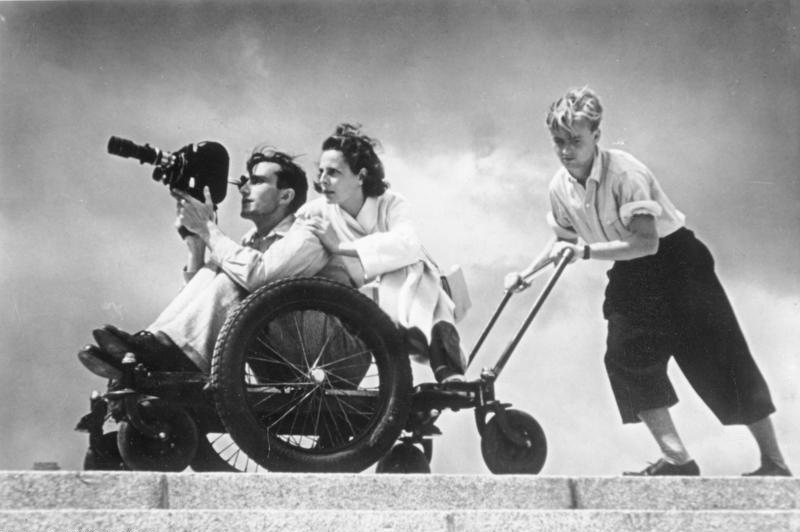
Leni Riefenstahl durant el rodatge dOlympia

La situació econòmica i política de l'Alemanya de Weimar ja havia fet que alguns cineastes abandonessin el país, com Ernst Lubitsch i Michael Curtiz, que havien marxat als Estats Units el 1923 i el 1926, respectivament. Després de l'arribada del poder nazi, uns 1.500 professionals del cinema van emigrar. Entre ells hi ha figures clau com el cap de la UFA Erich Pommer, els actors Marlene Dietrich i Peter Lorre i el director Fritz Lang. El resultat de la fugida va tenir una gran influència en el cinema estatunidenc: diverses pel·lícules de terror d'Universal van ser dirigides per Karl Freund, Joe May i Robert Siodmak, i també van arribar al país Edgar G. Ulmer, Douglas Sirk i l'austríac Billy Wilder. En canvi, l'actor i director Kurt Gerron no va aconseguir marxar i va morir en un camp de concentració.
El març de 1933, Alfred Hugenberg ja havia convertit l'UFA en una eina del nazisme expulsant-ne els empleats jueus. Al juny es va crear la Reichsfilmkammer (Càmera de cinema del Reich), encarregada de controlar la indústria cinematogràfica. Totes les produccions estaven subjectes a aquesta Càmera, que depenia directament del Ministeri de Propaganda de Joseph Goebbels. Com que els periodistes també estaven organitzats com una divisió del ministeri, Goebbels també va poder abolir la crítica cinematogràfica el 1936, substituint-la per la Filmbeobachtung (observació de pel·lícules): els periodistes només podien informar sobre el contingut d'una pel·lícula, no fer cap altre judici de valor. A més, la importació de pel·lícules estrangeres es va limitar a partir de 1936.
Durant aquests anys, malgrat algunes pel·lícules de propaganda antisemita, com Jud Süß (1940), la majoria de pel·lícules de l'època eren obres d'entreteniment. Aquestes pel·lícules també van ser importants en els darrers anys de la Segona Guerra Mundial, perquè van servir de distracció enmig dels bombardejos. Els èxits públics més importants d'aquells anys van ser Die große Liebe (1942) i Wunschkonzert (1941), que combinaven el musical, l'amor en temps de guerra i la propaganda patriòtica, Frauen sind doch bessere Diplomaten (1941), una comèdia musical en color, i Wiener Blut (1942), adaptació d'una opereta còmica de Johann Strauß.
Malgrat l'emigració de professionals i les restriccions polítiques hi va haver innovacions estètiques. L'obra de Leni Riefenstahl és especialment espectacular, amb Triumph des Willens (1935) i Olympia (1938). Ambdues pel·lícules, especialment la primera, són controvertides, ja que el seu mèrit estètic és inseparable de la seva propaganda dels ideals nazis.

## Alemanya de l'Est (1945–1989)

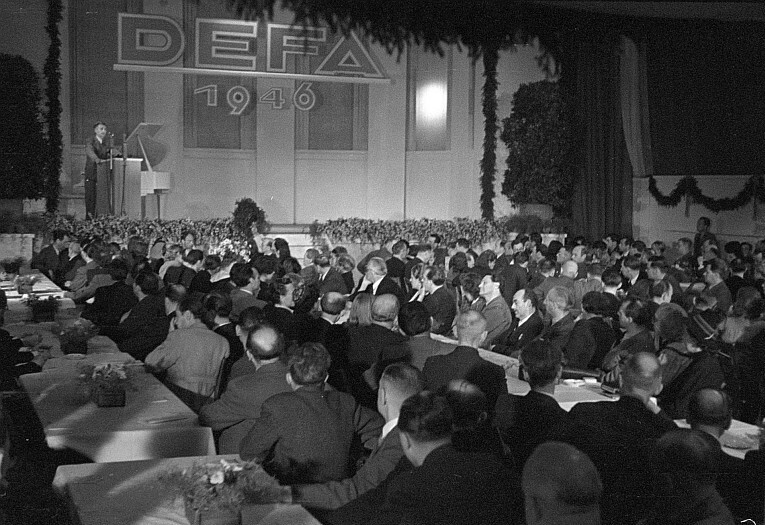
Fundació de la Deutsche Film AG (DEFA) el 17 de maig de 1946 a Babelsberg.

El cinema de la República Democràtica Alemanya va aprofitar inicialment el fet que una gran part de la infraestructura cinematogràfica del país, especialment els antics estudis de la UFA, es trobava a la zona d'ocupació soviètica. El 17 de maig de 1946 es va fundar la Deutsche Film-Aktiengesellschaft (DEFA) i es va fer càrrec de la producció; uns anys més tard, obtindria formalment el monopoli estatal per a la producció cinematogràfica a Alemanya de l'Est. En total, la DEFA va produir 900 llargmetratges durant la seva existència, a més de 800 pel·lícules d'animació i més de 3.000 documentals i curtmetratges.
Els primers anys, la producció es va veure limitada pels estrictes controls imposats per les autoritats, que restringien els arguments de les pel·lícules. Tanmateix, a partir de 1953 es van fer nombroses pel·lícules de temàtica variada. DEFA va ser especialment forta en el cinema infantil, sobretot amb adaptacions de contes com Drei Haselnüsse für Aschenbrödel (1973), però també en altres gèneres: ciència-ficció (Der schweigende Stern, 1960) o westerns, com Die Söhne der Großen Bärin (1966), en què els herois solien ser els nadius americans.
El cinema de la RDA sempre va estar orientat per la situació política del país. A finals de la dècada del 1970, molts cineastes van abandonar el país cap a Occident a causa de les restriccions al seu treball, com el director Egon Günther i els actors Angelica Domröse, Eva-Maria Hagen, Katharina Thalbach, Hilmar Thate, Manfred Krug i Armin Mueller-Stahl.

## República Federal d'Alemanya (1945–1989)

### Reconstrucció (1945–1960)

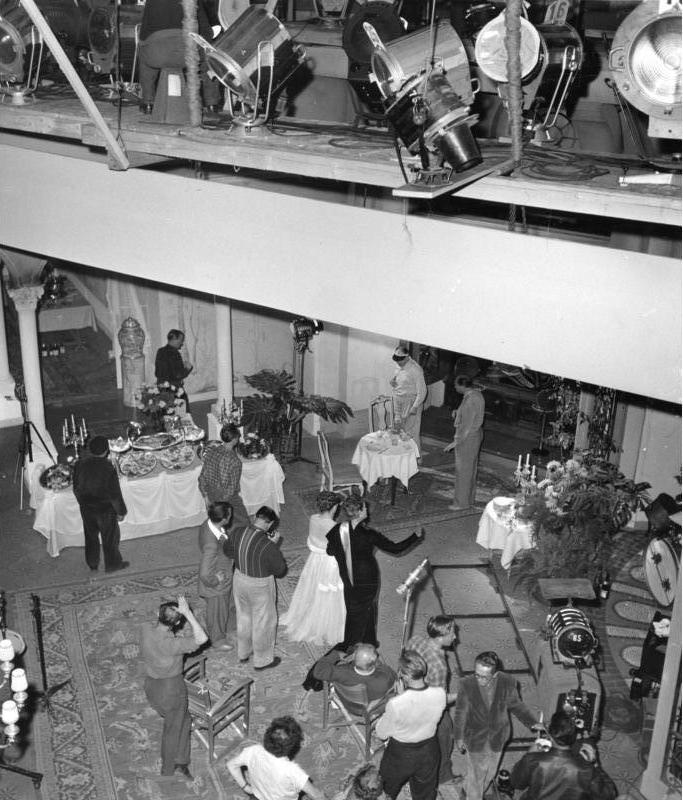
Rodatge de la pel·lícula Alles für Papa, de Karl Hartl, als estudis de cinema de Göttingen (1953).

Després de la guerra, les participacions de la UFA van ser confiscades pels aliats i les llicències per produir pel·lícules es van compartir amb altres empreses molt més petites. A més, l'Estatut d'Ocupació de 1949, que garantia la independència parcial de la República Federal d'Alemanya, prohibia específicament les quotes d'importació per protegir les pel·lícules alemanyes.
Amb la devastació de 1945, l'assistència als cinemes va baixar en relació amb la guerra, però a finals de la dècada ja superava el període d'abans de la guerra. Per primera vegada, els alemanys van tenir accés gratuït al cinema d'arreu del món, i triomfaven les pel·lícules de Charlie Chaplin i els melodrames estatunidencs. No obstant això, el cinema local va arribar al 40 per cent del mercat total, molts d'ells dins del gènere de Trümmerfilm (literalment, "pel·lícula de runa"). Eren pel·lícules relacionades amb el neorealisme italià i narraven la vida a l'Alemanya devastada i la reacció davant els esdeveniments de l'època nazi. Algunes d'aquestes pel·lícules van ser Die Mörder sind unter uns (1946), de Wolfgang Staudte, i Liebe 47 (1949), de Wolfgang Liebeneiner.
Malgrat l'arribada de la televisió l'any 1952, l'audiència del cinema va continuar augmentant, i va assolir el màxim el 1956. A la dècada del 1950 van triomfar les pel·lícules d'entreteniment, sense pretensions artístiques ni compromís social (Heimatfilm o "films de la pàtria"), majoritàriament ambientades en zones rurals. Les adaptacions d'operetes, melodrames hospitalaris, comèdies i musicals també eren gèneres típics. Des de 1955 es fan pel·lícules en què els soldats alemanys de la Segona Guerra Mundial eren retratats com a valents i apolítics. Les pel·lícules policíaques més conegudes van ser les adaptacions de les novel·les d'Edgar Wallace produïdes per Rialto Film entre 1959 i 1972.
El cinema alemany d'aquells anys no podia competir amb el de França, Itàlia o el Japó, però alguns cineastes alemanys sí que van aconseguir un reconeixement internacional, com la pel·lícula Die Brücke (1959), de Bernhard Wicki, i les actrius Hildegard Knef i Romy Schneider.

### Cinema en crisi i produccions populars (1960–1970)
A finals de la dècada del 1950, el nombre d'espectadors al cinema es va estancar i va continuar en caiguda lliure durant la dècada següent. Com a resultat, moltes empreses de producció i distribució alemanyes van fer fallida en aquells anys i molts cinemes van tancar.
La crisi va ser vista inicialment com un problema de sobreproducció, que va fer passar de 123 pel·lícules el 1955 a només 65 el 1965. Moltes empreses van seguir la tendència de les coproduccions internacionals amb Itàlia i Espanya, amb gèneres com els spaghetti western i l'eurospy, rodats en aquells països o a Iugoslàvia i amb actors alemanys al repartiment. La majoria de les pel·lícules produïdes eren obres de gènere, westerns adaptats de Karl May o suspens. A finals de la dècada del 1960, les pel·lícules de porno tou també van tenir èxit.
Les arrels del problema provenien de circumstàncies econòmiques i socials canviants. Van aparèixer noves alternatives d'oci i la televisió es va convertir en un mitjà de comunicació de masses.

### Nou cinema alemany (1960–1980)

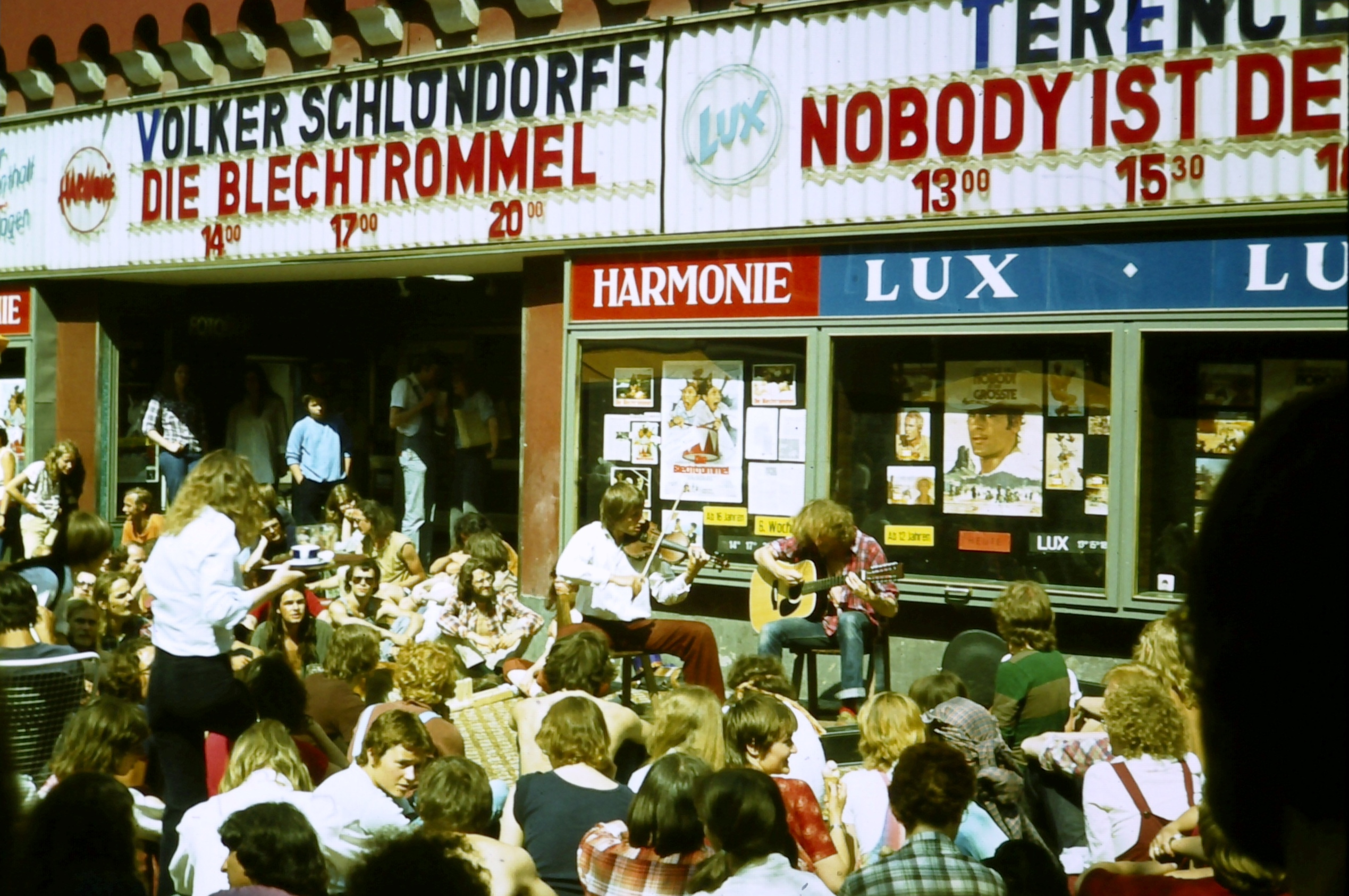
Exterior del cinema Lux-Harmonie a Heidelberg, on s'hi projectaven les pel·lícules El timbal de llauna i Un genio, due compari, un pollo, 1979.

Com a reacció a l'estancament artístic i econòmic del cinema alemany, un grup de joves cineastes van signar el Manifest d'Oberhausen el 28 de febrer de 1962. Entre ells hi havia Alexander Kluge, Edgar Reitz, Peter Schamoni i Franz-Josef Spieker. Després van venir simpatitzants com Rainer Werner Fassbinder, Volker Schlöndorff, Werner Herzog, Jean-Marie Straub, Wim Wenders, Werner Schroeter i Hans-Jürgen Syberberg, que també van rebutjar la indústria existent i van intentar construir-ne una de nova, basada en l'excel·lència artística i no sobre les imposicions comercials.
Molts d'aquests directors es van organitzar o van cooperar en la producció i distribució. En rebutjar el suport oficial, es van trobar dependents dels diners de la televisió.
El nou moviment va tornar a donar al cinema alemany un reconeixement internacional que no havia tingut des de la República de Weimar, amb pel·lícules com Abschied von Gestern de Kluge (1966), Aguirre, la còlera de Déu (1972), Angst essen Seele auf de Herzog (1974) i Die Ehe der Maria Braun (1979), de Fassbinder i Paris, Texas (1984), de Wenders. Autors com Heinrich Böll i Günter Grass van ser la font d'adaptacions, com Die verlorene Ehre der Katharina Blum oder: Wie Gewalt entstehen und wohin sie führen kann (1975), de Schlöndorff i Margarethe von Trotta, i El timbal de llauna (1979), de Schlöndorff, que es va convertir en la primera pel·lícula alemanya a guanyar l'Oscar a la millor pel·lícula de parla no anglesa.

### Dècada del 1980

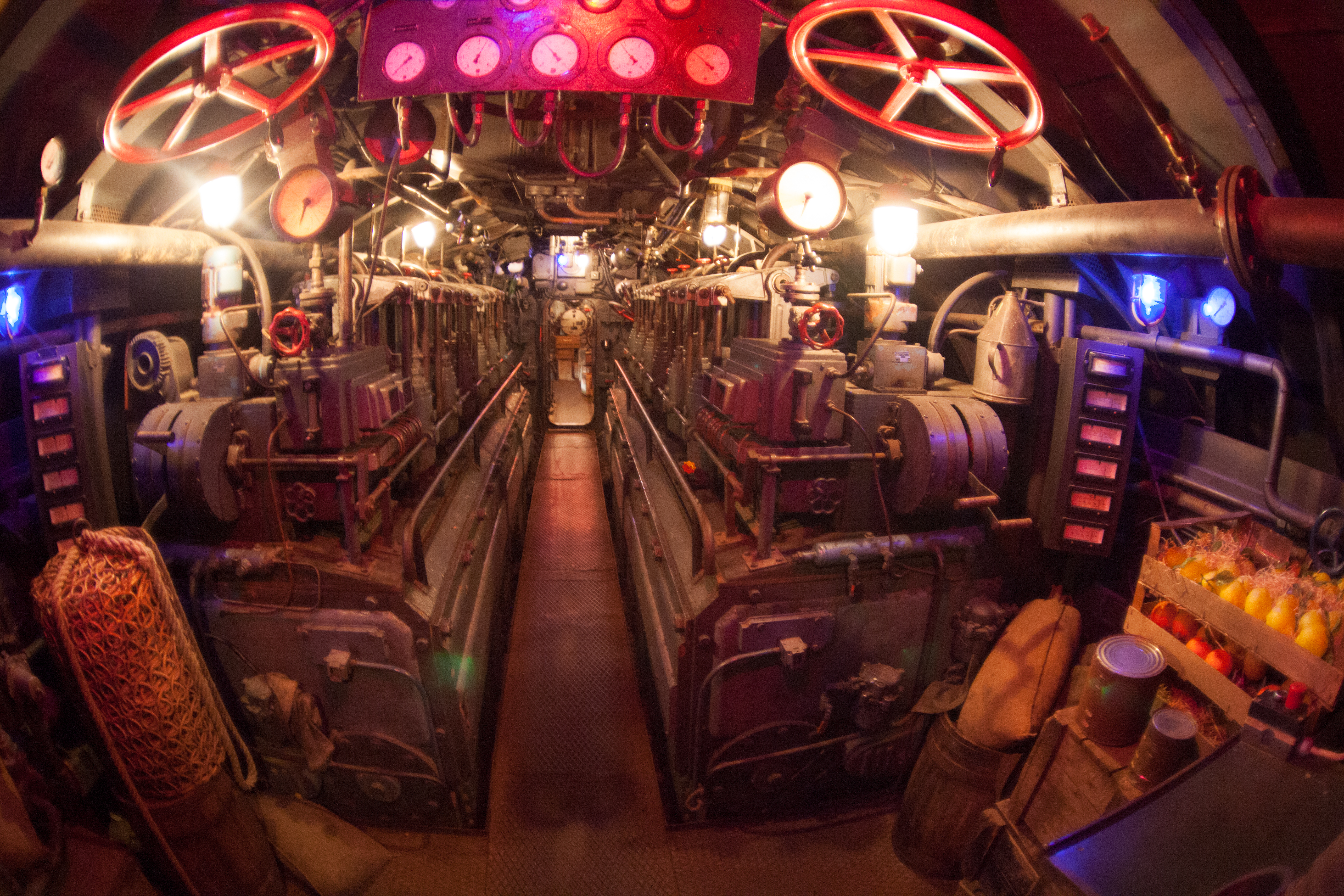
Set de rodatge de Das Boot, a Bavaria Filmstadt.

A la dècada del 1980, ja reconegut internacionalment, el nou cinema alemany començava a mostrar signes d'esgotament, tot i que molts dels seus membres continuaven tenint èxit a nivell individual.
A partir de mitjans dels anys vuitanta, l'expansió de les gravadores de vídeo i l'arribada de canals de televisió privats com RTL Television van suposar una nova competència per a la distribució de pel·lícules estrenades als cinemes. L'assistència al cinema, després d'haver augmentat lleugerament a finals de la dècada del 1970 després d'un mínim històric de 115,1 milions de visites el 1976, va tornar a baixar bruscament des de mitjans dels vuitanta fins a acabar la dècada, amb només 101,6 milions de visites el 1989. No obstant això, la disponibilitat d'un catàleg posterior de pel·lícules en vídeo també va permetre una relació diferent entre l'espectador i una pel·lícula individual, mentre que els canals de televisió privats van aportar nous diners a la indústria cinematogràfica i van proporcionar una plataforma de comercialització des de la qual els nous talents podien traslladar-se posteriorment a les pel·lícules.
Les pel·lícules d'èxit d'aquells anys inclouen Die unendliche Geschichte (1984) i Das Boot (1981), de Wolfgang Petersen i la sèrie de pel·lícules Otto (iniciada el 1985), amb el còmic Otto Waalkes. Altres cineastes notables que van assolir protagonisme van ser el productor Bernd Eichinger i els directors Doris Dörrie, Uli Edel i Loriot; també va ser el cas del director de pel·lícules gore Jörg Buttgereit, tot i que estava allunyat del corrent principal.
El desenvolupament dels cinemes d'art i assaig (Programmkinos) a partir dels anys setanta va oferir un lloc per a les obres de cineastes menys convencionals com Herbert Achternbusch, Hark Bohm, Dominik Graf, Oliver Herbrich, Rosa von Praunheim o Christoph Schlingensief.

## Alemanya contemporània (1990-present)

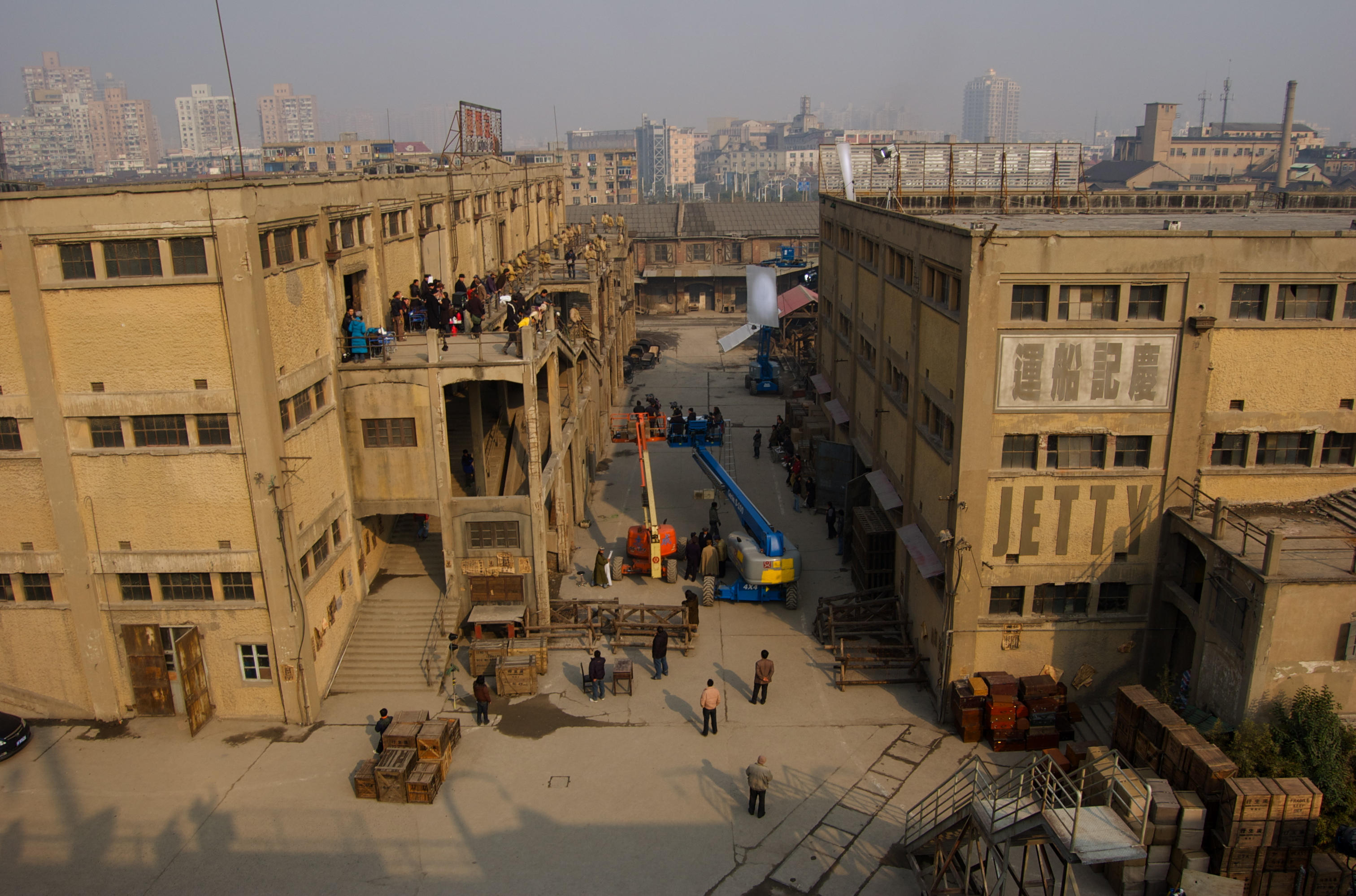
Rodatge de John Rabe (2009), dirigida per Florian Gallenberger.

Pel·lícules com Lola rennt de Tom Tykwer, Good Bye, Lenin! de Wolfgang Becker, Gegen die Wand de Fatih Akin i La vida dels altres de Florian Henckel von Donnersmarck, han mantingut un caràcter provocador i innovador. Una sèrie de pel·lícules com L'enfonsament, Sophie Scholl – Die letzten Tage i RAF: Facció de l'Exèrcit Roig van tractar temes històrics.
Cineastes alemanys com Roland Emmerich o Wolfgang Petersen han construït la seva exitosa carrera internacional com a directors i productors. El músic Hans Zimmer es va convertir en un dels compositors més reconeguts de bandes sonores.
El nou mil·lenni des de l'any 2000 ha vist un ressorgiment general de la indústria cinematogràfica alemanya, amb una producció més alta i millors rendiments a la taquilla alemanya. A nivell internacional, però, les produccions alemanyes són àmpliament desconegudes i no tenen èxit. Fins i tot a nivell nacional, les pel·lícules alemanyes només tenen una quota de mercat d'un 20-25%. Des de la seva època daurada als anys vint, la indústria cinematogràfica alemanya no ha recuperat mai l'excel·lència tècnica, l'atractiu de l'star system o les narracions populars adequades per a un públic alemany, europeu o global.

## Festivals de cinema

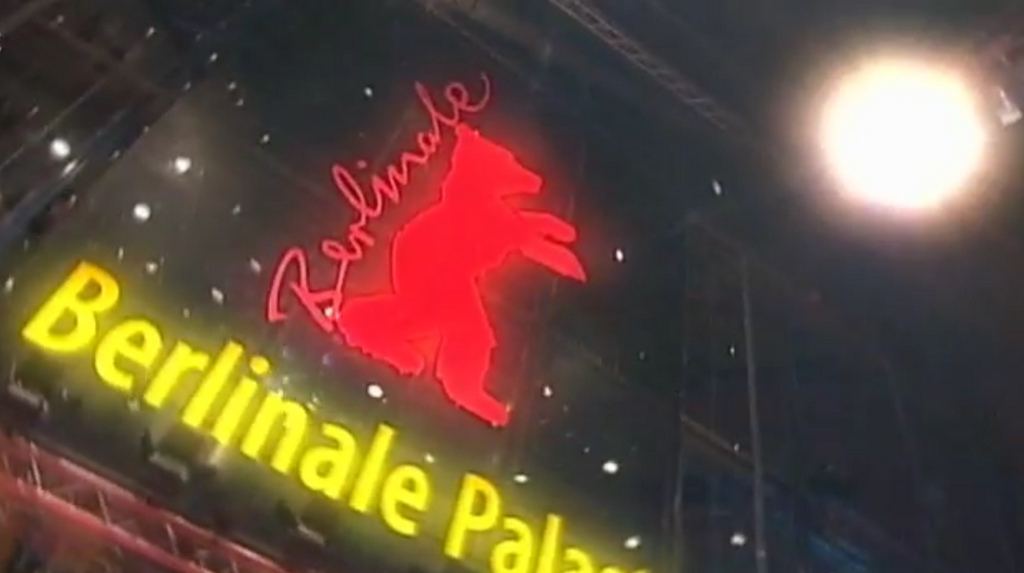
Cartell de la Berlinale de 2011.

El Festival Internacional de Cinema de Berlín, també anomenat Berlinale, és un dels festivals de cinema més importants del món i dels esdeveniments mediàtics més reputats. Es va crear a Berlín Occidental l'any 1951 i se celebra anualment a Berlín al febrer des de 1978. Es considera el festival amb més assistència del món. Es mostren fins a 400 pel·lícules en diverses seccions, que representen una àmplia gamma del món cinematogràfic. Una vintena de pel·lícules competeixen pels premis anomenats Os d'Or i Os de Plata. Des de 2001 el director del festival és Dieter Kosslick.
Al festival, l'European Film Market (EFM) i altres esdeveniments satèl·lits hi assisteixen al voltant de 20.000 professionals de més de 130 països. Més de 4200 periodistes són responsables de l'exposició mediàtica en més de 110 països. A les estrenes de llargmetratges d'alt perfil, estrelles de cinema i celebritats estan presents a la catifa vermella.
L'any 1981 es va inaugurar el Festival de Cinema de Múnic (FFMUC), el segon festival cinematogràfic més gran del país després de la Berlinale. Se celebra anualment durant els primers dies d'estiu amb la projecció de pel·lícules alemanyes i internacionals als diferents cinemes de la ciutat i els seus voltants. S'hi presenten més de 200 pel·lícules, que inclouen estrenes nacionals, europees i internacionals, i el programa inclou també projeccions retrospectives, homenatges a personalitats del cinema i classes magistrals.

## Acadèmia de cinema alemany
La Deutsche Filmakademie va ser fundada l'any 2003 a Berlín i té com a objectiu oferir als cineastes nadius un fòrum de discussió i una manera de promoure la reputació del cinema alemany mitjançant publicacions, presentacions, debats i la promoció regular de la matèria a les escoles.
Des de l'any 2005, els guanyadors del Deutscher Filmpreis, també coneguts com els Lolas, són escollits pels membres de la Deutsche Filmakademie. Amb un premi en metàl·lic de tres milions d'euros, és el guardó millor dotat de la cultura alemanya.

## Escoles de cinema

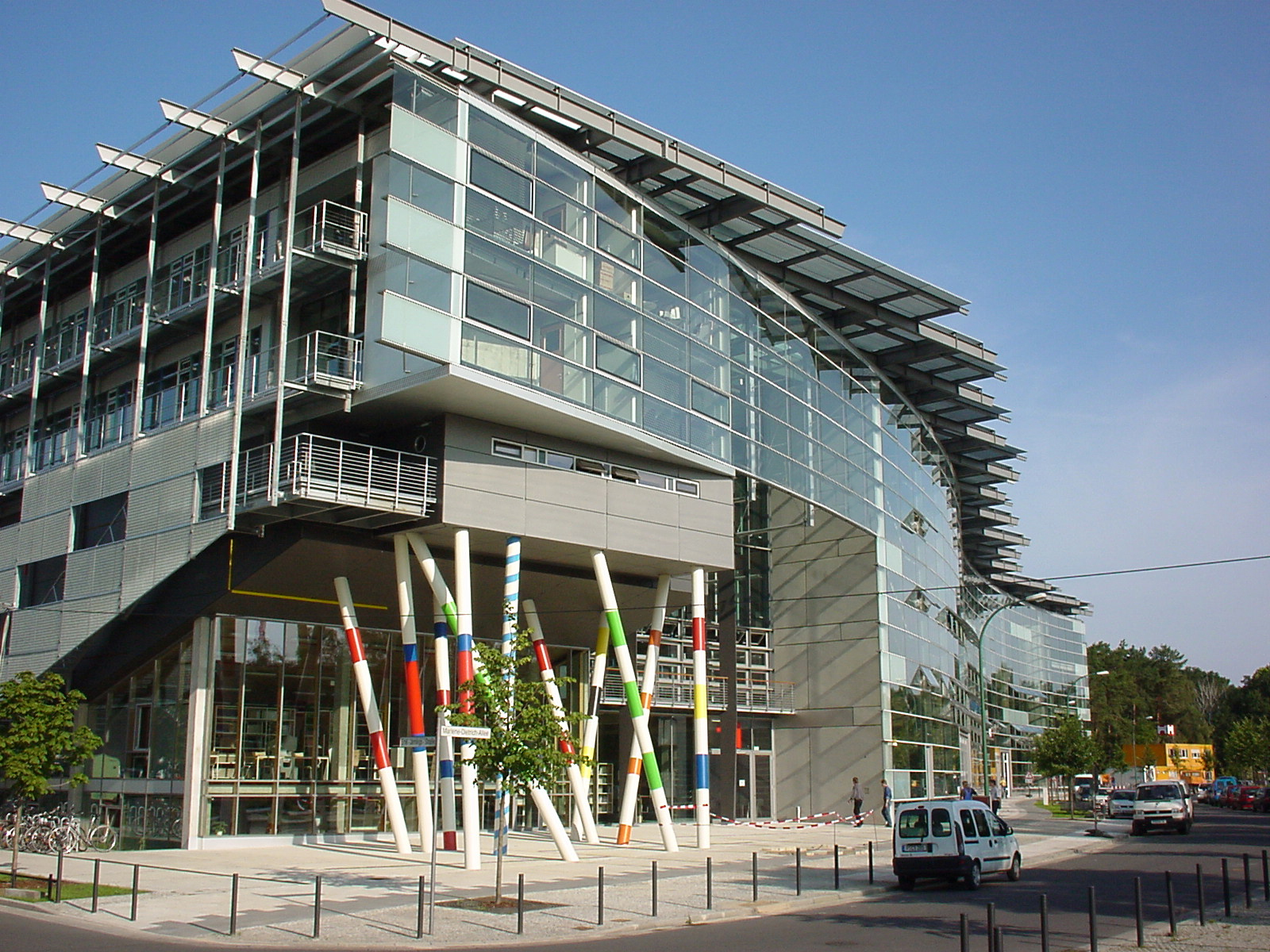
Filmuniversität Babelsberg.

Diverses institucions, tant governamentals com privades, ofereixen educació formal en diversos aspectes del cinema.
- Acadèmia alemanya de cinema i televisió de Berlín (Deutsche Film- und Fernsehakademie Berlin)
- Universitat de Belles Arts d'Hamburg (Hochschule für bildende Künste Hamburg)
- Acadèmia de cinema de Baden-Württemberg (Filmakademie Baden-Württemberg), a Ludwigsburg
- Escola Internacional de Cinema de Colònia (Internationale Filmschule Köln)
- Universitat de Televisió i Cinema de Múnic (Hochschule für Fernsehen und Film München)
- Universitat de Cinema de Babelsberg (Filmuniversität Babelsberg), a Potsdam